# 포광사
포광사(佛光寺)는 중국 산시성 신저우시 우타이현 더우춘진(豆村鎮)에서 5킬로미터 떨어진 곳에 있는 사찰이다. 본전인 동대전은 당나라(618년 ~ 907년) 시기인 857년에 지어진 것으로, 건축 기록에 따르면 중국에서 현존하는 세 번째로 가장 오래된 목조 건축물이다. 1937년 근대 건축 역사가인 량쓰청(1901년 ~ 1972년)이 이 건물을 재발견했으며, 그 조사팀은 1년 뒤 중국에서 가장 오래된 목조 건축물인 남선사의 건물을 발견했다. 이 절에는 또한 1137년에 건설되어 중요한 의미를 지니는 만수실리전과, 6세기에 건설되어 중국 내 현존하는 두 번째(쑹웨사 탑 다음으로)로 오래된 탑이 있다. 오늘날 이 곳은 유네스코 세계유산의 일부이며 복원이 진행 중에 있다.

## 역사
포광사는 북위 왕조 5세기에 창건되었다. 785년부터 820년까지 활발히 건물이 지어졌고, 이시기에 32m의 3층 건물도 만들어졌다. 845년에 당 무종이 중국 역사상 세 번째의 대규모 폐불인 회창의 폐불을 단행하면서, 포광사 또한 잿더미가 되어버렸고 그 당시 때에 유일하게 주쓰(Zushi) 탑만이 살아남았다. 12년 후인 857년에 재창건되었고, 원래 3층 건물이 있던 자리에 동대전이 지어졌다. 닝공유(Ning Gongyu)라는 이름의 여자가 대동전을 지을 자금을 지원해주었고, 승려 위안청(Yuancheng)이 건물 건설을 지휘했다. 10세기에 막고굴 제61굴 안에 포광사의 모습이 그려졌다. 하지만 그림 안에 그려진 본전은 2층 흰색 건물에 초록색 지붕으로 묘사되어 있는데 반해서 실제 동대전은 적색 건물에 흰 지붕으로, 그림을 그린 화공은 포광사를 보지 않고 그린 것으로 보인다. 이 그림을 통해 포광사가 불교 순례자들에게 중요했던 성지임을 알려준다. 금나라 왕조 시절이던 1137년 만수실리전이 절 북쪽에 지어졌고, 보현보살을 위한 건물도 함께 건설되었는데, 이 건물은 청나라 (1644-1912) 시대에 불타 남아있지 않다.
1930년에 중국건축연구협회에서 중국에 있는 고대 건물에 대한 연구를 시작했다. 연구 7년째이던 1937년 량쓰청이 이끄는 건축 팀이 포광사가 당나라 시대 유적임을 발견했다. 량쓰청의 부인이 건물의 한 서까래에 적힌 글을 발견하면서 그것을 통해서 창건 연도를 밝혀낼 수 있었고, 건물 조사를 통해 이 건물이 당나라 시대 건물의 특징을 보여준다는 사실을 밝혀내면서 그 연도 측정이 정확했음을 확인했다.

## 건물과 배치

포광사의 건물과 그 배치도.

대부분의 중국 사찰이 띄고 있는 남북배치와 다르게, 포광사는 동서 배치를 하고 있는데 산이 동쪽과 북쪽, 서쪽에 있기 때문이다. 건물 뒤에는 산이 있는데 이는 풍수 대문이다. 절은 큰 두 본전으로 이루어져 있다. 북쪽에 있는 건물은 만수실리전으로 금나라 시기이던 1147년 지어졌다. 가장 큰 건물은 동대전은 당나라 시기였던 857년에 지어졌다. 그 외에 큰 건물로 보현보살전이 사찰 남쪽에 있었지만, 현재는 남아있지 않다.

## 현재
글로벌 헤리티지 펀드(GHF)는 베이징 시에 있는 칭화 대학과 협력해 문화 유산인 포광사의 동대전을 보존하기 위해 노력하는 일을 2005년부터 하고 있다. 동대전은 17세기 이후로 복원 작업이 전혀 이루어지지 않았고, 현재는 수피해와 기둥이 썩는 등의 피해를 겪고 있다. 절에는 복원 작업이 계속되고 있으면서도 여전히 대중에게 공개중이다. 2009년 6월 26일에 유네스코 세계 유산에 우타이 산의 일부로 등재되었다.